# Changmao Shuiku
Changmao Shuiku är en reservoar i Kina. Den ligger i provinsen Hainan, i den södra delen av landet, omkring 200 kilometer sydväst om provinshuvudstaden Haikou. Changmao Shuiku ligger 154 meter över havet. Arean är 7,2 kvadratkilometer. Omgivningarna runt Changmao Shuiku är en mosaik av jordbruksmark och naturlig växtlighet. Den sträcker sig 6,3 kilometer i nord-sydlig riktning, och 4,6 kilometer i öst-västlig riktning.
Genomsnittlig årsnederbörd är 2 114 millimeter. Den regnigaste månaden är juli, med i genomsnitt 364 mm nederbörd, och den torraste är januari, med 14 mm nederbörd.